# Manfred Deselaers
Manfred Deselaers (* 19. Mai 1955 in Düsseldorf) ist ein deutscher katholischer Priester.

## Leben und Ausbildung
Manfred Deselaers studierte nach seinem Abitur 1974 zunächst ein Semester Jura in Bonn. Anschließend ging er, zusammen mit Martin H. Jung, mit der Aktion Sühnezeichen Friedensdienste für anderthalb Jahre nach Israel. Im Kibbuz Dowrat belegte er einen Sprachlehrgang. Dann arbeitete er in Jerusalem in einem Heim für körperbehinderte Kinder. Es folgte ein Theologiestudium in Tübingen von 1976 bis 1981 und in Chicago von 1978 bis 1979. 1983 wurde er in Aachen zum Priester geweiht. Von 1991 bis 1996 promovierte er an der Päpstlichen Theologischen Akademie in Krakau. Der Titel seiner Dissertation lautete: Gott und das Böse im Hinblick auf die Biografie und die Selbstzeugnisse von Rudolf Höß, dem Kommandanten von Auschwitz. 1994 erhielt er eine Ausbildung zum Fremdenführer in der Staatlichen Gedenkstätte in Auschwitz-Birkenau. 1998 absolvierte er eine Ausbildung zum Holocaust Educator an der International School of Holocaust Studies, Yad Vashem, Jerusalem.

## Beruf
Zunächst war er Kaplan in Mönchengladbach. Dort begann er, sich in der Gesellschaft für Christlich-Jüdische Zusammenarbeit zu engagieren. Im Jahr 1989 ging er im Rahmen der deutsch-polnischen Versöhnung nach Polen und lernte zunächst an der katholischen Universität Lublin die polnische Sprache. Seit 1990 lebt er in der Pfarrgemeinde St. Mariae Himmelfahrt in der Stadt Oświęcim (Auschwitz). Er widmet sich dort der deutsch-polnischen und christlich-jüdischen Versöhnungsarbeit. Seit 2008 ist er Vizepräsident der Krakauer Stiftung Centrum Dialogu i Modlitwy (= Zentrum für Dialog und Gebet in Oświęcim). Im Herbst 2017 unternahm Manfred Deselaers eine Versöhnungswallfahrt nach Russland.

## Auszeichnungen
- Kavalierskreuz des Verdienstordens der Republik Polen 2005[1]
- Bundesverdienstkreuz erster Klasse 2008
- Verdienstorden des Landes Nordrhein-Westfalen 2013[3]

## Schriften
- „Mein Gott, warum hast Du mich verlassen ...?“:  Kreuzwegmeditation in Auschwitz , Aachen: Einhard-Verl. 1995, ISBN 3-930701-00-6 kart.
- Bóg a zło: w świetle biografii i wypowiedzi Rudolfa Hössa komendanta Auschwitz / Manfred Deselaers. Przekł. Juliusz Zychowicz , Kraków: Wydawn. WAM, Ksieża Jezuici, 1999, ISBN 83-7097-461-9 Pp.
- Und Sie hatten nie Gewissensbisse?, Leipzig : Benno-Verl., 2001, 2., neubearb. Aufl., ISBN 3-7462-1474-2 Pp.
- Die Perspektive der Täter – das Beispiel des Kommandanten Rudolf Höß, in: Dialog an der Schwelle von Auschwitz - Kraków : Wyd. UNUM, Bd. 1, 2003, ISBN 83-89256-42-8 kart.
- Bóg i Auschwitz : o Edycie Stein, wizycie papieża Benedykta XVI i Bogu w mrokach dziejów / pod redakcją Manfreda Deselaersa, Leszka Łysienia i Jana Nowaka, Kraków: Wydawn. UNUM, 2007, ISBN 978-83-89256-76-8
- mit Piotr Żyłka (2024): Die Wunde von Auschwitz berühren. Ein deutscher Priester erzählt. Freiburg i. B., Basel, Wien: Herder

## Filme
- Renovabis, Solidaritätsaktion der deutschen Katholiken mit den Menschen in Mittel- und Osteuropa: Zivilisation der Liebe. Das Zentrum für Dialog und Gebet in Oświęcim/Auschwitz, ein Film von Christof Wolf mit Jan Nowak und Manfred Deselaers, Loyola Productions Munich GmbH 2009.